# Aglaophenia inconspicua
Aglaophenia inconspicua är en nässeldjursart som beskrevs av Torrey 1902. Aglaophenia inconspicua ingår i släktet Aglaophenia och familjen Aglaopheniidae. Inga underarter finns listade i Catalogue of Life.